# Синодское (Пензенская область)
Сино́дское — село в Шемышейском районе Пензенской области России. Административный центр Синодского сельсовета.

## География
Село находится на юго-востоке центральной части Пензенской области, в пределах северного склона холмистой Хвалынской гряды, в лесостепной зоне, на расстоянии примерно 21 км (по прямой) к югу от Шемышейки, административного центра района. Абсолютная высота — 232 м над уровнем моря.

### Климат
Климат характеризуется как умеренно континентальный. Средняя температура воздуха самого тёплого месяца (июля) — 20 °C (абсолютный максимум — 38 °C); самого холодного (января) — −19 °C (абсолютный минимум — −44 °C). Безморозный период длится 126 дней. Период активной вегетации составляет 135—145 дней. Годовое количество атмосферных осадков — 490 мм, из которых большая часть выпадает в тёплый период. Снежный покров держится в течение 149 дней.

### Часовой пояс
Село Синодское, как и вся Пензенская область, находится в часовой зоне МСК (московское время). Смещение применяемого времени относительно UTC составляет +3:00.

## Население
| 1795  | 1859  | 1877  | 1884  | 1897  | 1902  | 1911  |
| ----- | ----- | ----- | ----- | ----- | ----- | ----- |
| 368   | ↗1527 | ↗1811 | ↗1882 | ↗2051 | ↗2242 | ↗2555 |
| 1926  | 1939  | 1959  | 1979  | 1989  | 1996  | 2002  |
| ↗2723 | ↘1715 | ↘1306 | ↘847  | ↘781  | ↘740  | ↘648  |
| 2010  |       |       |       |       |       |       |
| ↘627  |       |       |       |       |       |       |

### Национальный состав
Согласно результатам переписи 2002 года, в национальной структуре населения русские составляли 93 %.